# Saint-Germain-sur-Avre

Saint-Germain-sur-Avre este o comună în departamentul Eure, Franța. În 1 ianuarie 2022 avea o populație de 1.188 de locuitori.